# Wahlkreis Kirkcaldy (Schottisches Parlament)
| Kirkcaldy                         |
| Kirkcaldy · Mid Scotland and Fife |
| Gebildet                          |
| 1999                              |
| Abgeordneter                      |
| David Torrance (SNP)              |
| Regionen                          |
| Fife                              |

Kirkcaldy ist ein Wahlkreis für das Schottische Parlament. Er wurde 1999 als einer von neun Wahlkreisen der Wahlregion Mid Scotland and Fife eingeführt, die im Zuge der Revision der Wahlkreise im Jahre 2011 neu zugeschnitten wurde und weiterhin neun Wahlkreise umfasst. Hierbei wurden auch Änderungen an den Grenzen des Wahlkreises Kirkcaldy vorgenommen. Er umfasst die südwestlichen Gebiete der Council Area Fife mit den Städten Burntisland, Kirkcaldy und Methil. Der Wahlkreis entsendet einen Abgeordneten. 
Der Wahlkreis erstreckt sich über eine Fläche von 80,6 km2. Im Jahre 2020 lebten 78.626 Personen innerhalb seiner Grenzen.

## Wahlergebnisse

### Parlamentswahl 1999
| Ergebnisse der Parlamentswahl 1999 | Ergebnisse der Parlamentswahl 1999 | Ergebnisse der Parlamentswahl 1999 | Ergebnisse der Parlamentswahl 1999 |
| Partei                             | Kandidat                           | Stimmen                            | %                                  |
| ---------------------------------- | ---------------------------------- | ---------------------------------- | ---------------------------------- |
| Labour                             | Marilyn Livingstone                | 13.645                             | 48,1                               |
| SNP                                | Stewart Hosie                      | 9170                               | 32,4                               |
| Conservative                       | Mike Scott-Hayward                 | 2907                               | 10,3                               |
| Liberal Democrats                  | John Mainland                      | 2620                               | 9,2                                |

### Parlamentswahl 2003
| Ergebnisse der Parlamentswahl 2003 | Ergebnisse der Parlamentswahl 2003 | Ergebnisse der Parlamentswahl 2003 | Ergebnisse der Parlamentswahl 2003 | Ergebnisse der Parlamentswahl 2003 |
| Partei                             | Kandidat                           | Stimmen                            | %                                  | ±                                  |
| ---------------------------------- | ---------------------------------- | ---------------------------------- | ---------------------------------- | ---------------------------------- |
| Labour                             | Marilyn Livingstone                | 10.235                             | 46,7                               | −1,4                               |
| SNP                                | Colin Welsh                        | 5411                               | 24,7                               | −7,7                               |
| Liberal Democrats                  | Alex Cole-Hamilton                 | 2417                               | 11,0                               | +1,8                               |
| Conservative                       | Mike Scott-Hayward                 | 2332                               | 10,6                               | +0,3                               |
| Scottish Socialist                 | Rudi Vogels                        | 1544                               | 7,0                                | +7,0                               |
| Wahlbeteiligung: 21.939 (43,82 %)  |                                    |                                    |                                    |                                    |

### Parlamentswahl 2007
| Ergebnisse der Parlamentswahl 2007 | Ergebnisse der Parlamentswahl 2007 | Ergebnisse der Parlamentswahl 2007 | Ergebnisse der Parlamentswahl 2007 | Ergebnisse der Parlamentswahl 2007 |
| Partei                             | Kandidat                           | Stimmen                            | %                                  | ±                                  |
| ---------------------------------- | ---------------------------------- | ---------------------------------- | ---------------------------------- | ---------------------------------- |
| Labour                             | Marilyn Livingstone                | 10.627                             | 43,9                               | −2,8                               |
| SNP                                | Christopher Harvie                 | 8005                               | 33,1                               | +8,4                               |
| Liberal Democrats                  | Alice Soper                        | 3361                               | 13,9                               | +2,9                               |
| Conservative                       | David Potts                        | 2202                               | 9,1                                | −1,5                               |
| Wahlbeteiligung: 49,54 %           |                                    |                                    |                                    |                                    |

### Parlamentswahl 2011
| Ergebnisse der Parlamentswahl 2011 | Ergebnisse der Parlamentswahl 2011 | Ergebnisse der Parlamentswahl 2011 | Ergebnisse der Parlamentswahl 2011 | Ergebnisse der Parlamentswahl 2011 |
| Partei                             | Kandidat                           | Stimmen                            | %                                  | ±                                  |
| ---------------------------------- | ---------------------------------- | ---------------------------------- | ---------------------------------- | ---------------------------------- |
| SNP                                | David Torrance                     | 12.579                             | 45,2                               | +12,2                              |
| Labour                             | Marilyn Livingstone                | 12.397                             | 44,6                               | +0,7                               |
| Conservative                       | Ian McFarlane                      | 2007                               | 7,2                                | −1,9                               |
| Liberal Democrats                  | John Mainland                      | 820                                | 2,9                                | −11,0                              |
| Wahlbeteiligung: 27.971 (46,47 %)  |                                    |                                    |                                    |                                    |

### Parlamentswahl 2016
| Ergebnisse der Parlamentswahl 2016 | Ergebnisse der Parlamentswahl 2016 | Ergebnisse der Parlamentswahl 2016 | Ergebnisse der Parlamentswahl 2016 | Ergebnisse der Parlamentswahl 2016 |
| Partei                             | Kandidat                           | Stimmen                            | %                                  | ±                                  |
| ---------------------------------- | ---------------------------------- | ---------------------------------- | ---------------------------------- | ---------------------------------- |
| SNP                                | David Torrance                     | 16.358                             | 52,6                               | +7,3                               |
| Labour                             | Claire Brennan-Baker               | 8.963                              | 28,8                               | −15,8                              |
| Conservative                       | Martin Laidlaw                     | 4.568                              | 14,7                               | +7,5                               |
| Liberal Democrats                  | Lauren Jones                       | 1.219                              | 3,9                                | +1,0                               |
| Wahlbeteiligung: (52,3 %)          |                                    |                                    |                                    |                                    |

### Parlamentswahl 2021
| Ergebnisse der Parlamentswahl 2021 | Ergebnisse der Parlamentswahl 2021 | Ergebnisse der Parlamentswahl 2021 | Ergebnisse der Parlamentswahl 2021 | Ergebnisse der Parlamentswahl 2021 |
| Partei                             | Kandidat                           | Stimmen                            | %                                  | ±                                  |
| ---------------------------------- | ---------------------------------- | ---------------------------------- | ---------------------------------- | ---------------------------------- |
| SNP                                | David Torrance                     | 18.417                             | 52,4                               | −0,2                               |
| Labour                             | Claire Baker                       | 10.586                             | 30,1                               | +1,3                               |
| Conservative                       | Kathleen Leslie                    | 4.891                              | 13,9                               | −0,8                               |
| Liberal Democrats                  | Alan Beal                          | 1.015                              | 2,9                                | −1,0                               |
| Libertarian                        | Calum Paul                         | 269                                | 0,8                                | +0,8                               |
| Wahlbeteiligung: 58 %              |                                    |                                    |                                    |                                    |